# Kenvelo
Kenvelo este o companie de retail de îmbrăcăminte înființată în Republica Cehă. Numele său vine din limba ebraică și se traduce cu "Da și nu" (Ken ve lo - כן ולא).
Compania este prezentă și în România, având 39 de magazine în 20 de județe în anul 2008 și o cifră de afaceri de 9,9 milioane euro în anul 2006.